# 麥景婷
麥景婷（英語：Mak King Ting，1962年9月13日—），原名麥麗紅，香港前亞洲和無綫電視女演員、主持人。

## 生平
早年於黃大仙區生活，曾就讀慈雲山德愛中學。
1982年，於無綫電視第十一期培訓班畢業。早期在劇集中飾演小配角。1980年代后期，活躍于綜藝節目當中，因參與無綫長壽綜藝節目《歡樂今宵》，為觀眾所認識。
1988年，麥麗紅与賈思樂、余綺霞前往澳洲拍攝《歡樂今宵》外景。途中遭遇車禍，麥麗紅臉頰受傷。傷癒后離開無線，加入亞洲電視。
在亞視期間，麥景婷參演古裝劇居多。雖然未曾擔任女主角，但仍能在飾演配角時有出色表現。在1990年代為亞視演出多部劇集后，麥景婷于1999年退出娛樂圈。
2008年，麥景婷与拍拖14年的男藝人呂頌賢在關島完婚，他們已達成共識，不會生育，繼續過二人世界。

## 演出作品

### 電視劇（無綫電視）
| 年份   | 劇名           | 角色       |
| 1982年 | 天龍八部       | 王語嫣丫鬟 |
| 1982年 | 萬水千山總是情 | 婦青會乙   |
| 1983年 | 射雕英雄傳     | 刺客       |
| 1983年 | 播音人         | 影迷       |
| 1987年 | 季節           | Jessica    |
| 1987年 | 生命之旅       | 阿鵑       |
| 1987年 | 豪情           |            |

### 電視劇（亞洲電視）
| 年份   | 劇名                     | 角色            |
| 1990年 | 滿清十三皇朝之血染紫禁城 | 麗妃            |
| 1990年 | 香港奇案之血紙盒         | 阿婷            |
| 1990年 | 我係Tuna Fi              | Dilice          |
| 1991年 | 大提琴与點三八           | 溫暖            |
| 1991年 | 中華英雄之中華傲訣       | 木子            |
| 1991年 | 觸電情緣                 |                 |
| 1991年 | 天地無情                 | 方雪盈          |
| 1992年 | 仙鶴神針                 | 白雲飛          |
| 1992年 | 龍在江湖                 | 余麗瓊          |
| 1993年 | 城中姊妹花               | Pat             |
| 1993年 | 香港奇案之溶屍案         | 張楚翹          |
| 1993年 | 中國教父之再見黃浦灘     | 范秀云          |
| 1993年 | 天蠶變之再與天比高       | 傅香君          |
| 1993年 | 勝者為王之王者之戰       | 蔣婷            |
| 1994年 | 碧血青天楊家將           | 穆桂英          |
| 1994年 | 冬日驕陽                 | 沈麗緹          |
| 1995年 | 女幹探                   | 方芷華          |
| 1995年 | 碧血青天珍珠旗           | 穆桂英          |
| 1995年 | 殭屍道長                 | 沙蓮            |
| 1996年 | 劍嘯江湖                 | 辛曉月          |
| 1997年 | 天長地久                 | 容邀月          |
| 1997年 | 等着你回來               | 一家            |
| 1998年 | 流氓·律師                | 葉楚琪（Susan） |
| 1998年 | 我和殭屍有個約會         | 白蛇            |

### 電影
| 年份   | 片名                         | 角色 |
| 1987年 | 七情十二夜之假面             |      |
| 1999年 | 勾魂噩夢（Erotic Nightmare） |      |
| 1999年 | 生死拳速                     |      |

### 綜藝節目
- 《歡樂滿東華》
- 《歡樂今宵》

### 舞台劇
- 《嬉春酒店》
- 《藝進同學會》
- 《女大不中留》

## 外部連結
- 麥景婷在互联网电影资料库（IMDb）上的資料（英文）
- 麥景婷在香港影庫上的簡介
- 麥景婷在豆瓣上的资料（简体中文）
- 麥景婷在时光网上的簡介（简体中文）
- 麥景婷的新浪微博